# Severna Amerika
Severna Amerika je tretja največja celina na svetu. Najvišji vrh je Denali s 6190 m na Aljaski. Kontinent je poznan predvsem po svojih velemestih in naravnih parkih (Veliki kanjon, Dolina smrti, Yellowstone, Bryce Canyon, ...). Severna Amerika ima približno 530 milijonov prebivalcev. Severna Amerika in Angloamerika se pogosto zamenjujeta, čeprav slednja obsega manjše, predvsem angleško govoreče območje.

## Lega
Nahaja se med Atlantskim oceanom na vzhodu in Pacifiškim oceanom na zahodu. Na severu je Arktično morje in na jugu meji z Latinsko Ameriko ter Karibskim morjem. Njena površina je približno 25 milijonov kvadratnih kilometrov. Severna Amerika je od drugih celin povezana le z Južno Ameriko in sega vse do Paname. Mnogi sicer Medmorsko Ameriko štejejo kot samostojno območje.

## Reliefne enote

### Nižavja
- Arktično obalno nižavje – leži ob južni obali Hudsonovega zaliva ter na severu Aljaske, je dokaj redko poseljeno območje, na severu prevladuje tundra, na jugu pa tajga
- Velike planjave – ležijo jugovzhodno od Skalnega gorovja, na tem območju prevladuje intenzivno kmetijstvo
- Osrednje nižavje – leži v porečju pomembnih rek in zajema notranji del Severne Amerike
- Zalivska nižina – leži ob Mehiškem zalivu in se razteza od Floride pa do Južnega Teksasa in nadaljuje v Mehiko, največja reka v nižini je Misisipi, prisotno je intenzivno kmetijstvo
- Priatlantsko obalno nižavje – leži na jugovzhodu Severne Amerike, sestavljajo ga peščene in glinaste rečne naplavine ter ledeniški nanosi
- Kalifornijska dolina – leži ob zahodnem vznožju Sierra Nevade, tamkajšnja kmetijska območja so obdelana s pomočjo namakanja

### Gorovja in planote na vzhodu
- Kanadski ščit – je največja geološka regija Kanade, zgrajen je iz predkambrijskih kamnin
- Apalači so gorovje na jugovzhodu Severne Amerike, so močno degradirani in slabo poseljeni
- Piedmont – je rahlo valovito področje, ki sega od severa proti jugu vzporedno z Apalači
- Notranje višavje – obsega območje južno od reke Misuri in je območje hribovitega sveta in nizkih gorovij sredi ravnin, na višavju najdemo nahajališča svinca in cinka

### Gorovja in planote na zahodu
- Skalno gorovje – sega od Aljaske do Nove Mehike, sestavljajo ga vzporedne gorske verige iz smeri od severa proti jugu, vrhovi tam segajo tudi nad 4000 m nadmorske višine
- Brooksovo gorovje – leži na severu Severne Amerike, njegov vzhodni del je poledenel, na severu se spušča v obalno ravnino ob Severnem ledenem morju, na jugu pa v nizko hribovje
- Yukonska planota – leži med Brooksovim in Aljaškim gorovjem, vzdolž reke Jukon, naravna vegetacija je tajga
- Aljaško gorovje – leži pod Yukonsko planoto, zajema najvišji vrh Severne Amerike (Denali), to gorovje je močno poledenelo
- Obrežno gorovje – leži med Kalifornijsko dolino in Tihim oceanom, je močno razdrobljeno ozko obalno gorovje z izoblikovanimi obalnimi ravnicami
- Kolumbijska planota – leži ob reki Snake v Britanski Kolumbiji, je zelo rodovitno območje z možnostjo namakanja
- Velika kotlina – leži JZ od Kolumbijske planote, sestavljena je iz manjših kotlin med Sierra Nevado in gorovjem Wasatch
- Koloradska planota – leži v državah Kolorado, Utah, Arizona in Nova Mehika, je uravnana planota z vmesnimi gorovji ter nižjimi kotlinami, tukaj najdemo znameniti Veliki kanjon (angleško Grand Canyon)
- Kaskadsko gorovje – leži na zahodu in zapira območje Visokih planot in kotlin, nastalo je iz vulkanskih kamnin
- Sierra Nevada – leži vzhodno od osrednje Kalifornijske kotline, prebivalcem predstavlja prometno in klimatsko pregrado

## Države, ozemlja in odvisna ozemlja
Spodaj je tabela držav in ozemelj v Severni Ameriki razdeljena na tri osnovne regije.
| Država ali ozemlje               | Površina (km2)  | Prebivalstvo (ocena 2008) | Gostota prebivalstva (na km2) | Glavno mesto     |
| Severna Amerika                  | Severna Amerika | Severna Amerika           | Severna Amerika               | Severna Amerika  |
| -------------------------------- | --------------- | ------------------------- | ----------------------------- | ---------------- |
| Bermuda (ZK)                     | 54              | 65.000                    | 1203,7                        | Hamilton         |
| Kanada                           | 9.984.670       | 33.573.000                | 3,4                           | Ottawa           |
| Grenlandija (Danska)             | 2.166.086       | 57.000                    | 0,026                         | Nuuk (Godthåb)   |
| Mehika                           | 1.964.375       | 112.322.757               | 57,1                          | Ciudad de México |
| Sveti Peter in Mihael (Francija) | 242             | 6.000                     | 24,8                          | Saint-Pierre     |
| Združene države Amerike          | 9.629.091       | 311.630.000               | 32,7                          | Washington, D.C. |
| Karibi                           |                 |                           |                               |                  |
| Angvila (ZK)                     | 91              | 15.000                    | 164,8                         | The Valley       |
| Antigva in Barbuda               | 442             | 88.000                    | 199,1                         | St. John's       |
| Aruba (Niz.)                     | 180             | 107.000                   | 594,4                         | Oranjestad       |
| Bahami                           | 13.943          | 342.000                   | 24,5                          | Nassau           |
| Barbados                         | 430             | 256.000                   | 595,3                         | Bridgetown       |
| Bonaire (Nizozemska)             | 294             | 12.093                    | 41,1                          | Kralendijk       |
| Britanski Deviški otoki (ZK)     | 151             | 23.000                    | 152,3                         | Road Town        |
| Kajmanji otoki (ZK)              | 264             | 56.000                    | 212,1                         | George Town      |
| Clipperton Island (Francija)     | 6               | 0                         | 0,0                           | —                |
| Kuba                             | 109.886         | 11.204.000                | 102,0                         | Havana           |
| Curaçao (Nizozemska)             | 444             | 140.794                   | 317,1                         | Willemstad       |
| Dominika                         | 751             | 67.000                    | 89,2                          | Roseau           |
| Dominikanska republika           | 48.671          | 10.090.000                | 207,3                         | Santo Domingo    |
| Grenada                          | 344             | 104.000                   | 302,3                         | St. George's     |
| Gvadelup (Francija)              | 1.628           | 401.784                   | 246,7                         | Basse-Terre      |
| Haiti                            | 27.750          | 10.033.000                | 361,5                         | Port-au-Prince   |
| Jamajka                          | 10.991          | 2.719.000                 | 247,4                         | Kingston         |
| Martinik (Francija)              | 1.128           | 397.693                   | 352,6                         | Fort-de-France   |
| Montserrat (ZK)                  | 102             | 6.000                     | 58,8                          | Plymouth; Brades |
| Navassa (ZDA)                    | 5               | 0                         | 0,0                           | —                |
| Portoriko (ZDA)                  | 8.870           | 3.982.000                 | 448,9                         | San Juan         |
| Saba (Nizozemska)                | 13              | 1.537                     | 118,2                         | The Bottom       |
| Saint Barthélemy (Francija)      | 21              | 7.448                     | 354.7                         | Gustavia         |
| Sveti Krištof in Nevis           | 261             | 52.000                    | 199,2                         | Basseterre       |
| Sveta Lucija                     | 539             | 172.000                   | 319,1                         | Castries         |
| Saint Martin (Francija)          | 54              | 29.820                    | 552,2                         | Marigot          |
| Sveti Vincencij in Grenadine     | 389             | 109.000                   | 280,2                         | Kingstown        |
| Sint Eustatius (Nizozemska)      | 21              | 2.739                     | 130,4                         | Oranjestad       |
| Sint Maarten (Nizozemska)        | 34              | 40.009                    | 1176.7                        | Philipsburg      |
| Trinidad in Tobago               | 5.130           | 1.339.000                 | 261,0                         | Port of Spain    |
| Otoki Turks in Caicos (ZK)       | 948             | 33.000                    | 34,8                          | Cockburn Town    |
| Ameriški Deviški otoki (ZDA)     | 347             | 110.000                   | 317,0                         | Charlotte Amalie |
| Srednja Amerika                  |                 |                           |                               |                  |
| Belize                           | 22.966          | 307.000                   | 13,4                          | Belmopan         |
| Kostarika                        | 51.100          | 4.579.000                 | 89,6                          | San José         |
| Salvador                         | 21.041          | 6.163.000                 | 293,0                         | San Salvador     |
| Gvatemala                        | 108.889         | 14.027.000                | 128,8                         | Gvatemala        |
| Honduras                         | 112.492         | 7.466.000                 | 66,4                          | Tegucigalpa      |
| Nikaragva                        | 130.373         | 5.743.000                 | 44,1                          | Managua          |
| Panama                           | 75.417          | 3.454.000                 | 45,8                          | Panama           |
| Skupaj                           | 24.500.995      | 541.720.440               | 22,9                          |                  |

## Pomembne reke in njihov pomen
- Porečje reke Misisipi in Misuri (pomembna vloga pri kmetijstvu)
- Reka Sv. Lovrenca (vodni promet med jezeri v notranjosti kontinenta in Atlantskim oceanom)
- Reka Kolorado in reka Kolumbija (hidroenergetski pomen, vodna oskrba)

## Podnebje
Zelo pomembna značilnost podnebja je razporeditev padavin in temperatur, katere enakomerno upadajo od juga proti severu. Količina padavin pa se zmanjšuje v smeri od vzhoda proti zahodu. Na podnebje Severne Amerike vplivajo morski tokovi (hladni Labradorski tok in topli Zalivski tok), relief, potek gorskih verig, uravnano površje v osrednjem delu celine, in oddaljenost od oceanov in Mehiškega zaliva. Največji del ozemlja Severne Amerike leži v zmerno toplem pasu. Severna Amerika obsega več toplotnih pasov, od polarnega, do subtropskega.

### Podnebni tipi
- Polarno podnebje – je na skrajnem severu, tukaj ni rastlinstva, dolge zime in kratka poletja
- Subpolarno podnebje – je območje med polarnim in zmerno toplim pasom, redko poseljeno območje
- Oceansko podnebje – je na obalnem pasu ob Tihem oceanu, letno pade veliko padavin, slabo rodovitna prst
- Gorsko podnebje – je v goratih predelih, kratko toplo poletje in dolge mrzle zime, temperature upadajo z nadmorsko višino
- Stepsko podnebje – je v notranjosti na JZ celine, v poletnih mesecih so velike suše, velika možnost naravnih ujm
- Mediteransko podnebje – je na območju obalnega dela Kalifornije, rodovitna rdeča prst, gosto poseljeno
- Kontinentalno vlažno podnebje – je na zahodu celine, ob obali in na vzhod v notranjost, vroča poletja in mrzle zime, prisotna so velika temperaturna nihanja, rodovitna rjava prst
- Polsuho in suho celinsko podnebje – je na JZ celine, severno od Mehike, malo padavin, kserofilno rastje, nerodovitne polpuščavske prsti
- Subtropsko vlažno podnebje – je na obalnih predelih ZDA, v bližini Mehiškega zaliva, značilni so močni hurikani

## Prebivalstvo
Za Severno Ameriko je značilna postindustrijska družba (primarni sektor 3 %, sekundarni sektor (21 %–25 %), terciarni sektor (70 %), mehanizacija v kmetijski proizvodnji in avtomatizacija, ki zmanjšuje ročno izdelavo v industriji. Veliko je priseljevanja, tako v zgodovini, kot danes. V ZDA se je preselilo tudi veliko Slovencev, največ med letoma 1880 in 1914. Naravne, gospodarske in zgodovinske razmere pa povzročajo neenakomerno poseljenost. Kanada velja za deželo imigriranja, za kar je zaslužna politika večkulturnega razvoja (dvojezičnost).

### Zgodovina prebivalstva
Ameriški staroselci so Indijanci, ki so se naselili v času zadnje ledene dobe. V tem času so se prav tako naselili Eskimi iz Sibirije. Kasneje so se začeli priseljevati evropejci, predvsem anglosaški narodi. Za razliko od Kanade, kamor so se priseljevali Francozi. Evropejci so se v 17. stoletju pričeli množično preseljevati v Severno Ameriko, kar je vodilo do postopne kolonizacije. Ker so si evropejci prisvajali indijska ozemlja, so za Indijance ustanovili rezervate, kjer bi njihova zemlja bila delno zaščitena. Največja etnična skupina v Severni Ameriki so bili včasih ameriški črnci.

### Prebivalstvo danes
Urbanizacija Severne Amerika je potekala izjemno hitro. Določene etnične skupine se niso v celoti integrirale, zato je danes znan model "kulturnega mozaika", ki pomeni vključevanje drugih ras v družbo in hkrati ohranjanje lastne identitete. Prebivalstvo je najbolj zgoščeno na območju starega industrijskega jedra države ob Velikih jezerih in severno od njih. ZDA so postale največji selitveni tok na svetu.
Deset največjih metropolitanskih območij po prebivalstvo iz leta 2010 - podatki temeljijo na popisu iz Združenih držav Amerike in ocenah popisa iz Kanade in Mehike.
| Metropolitansko območje | Prebivalstvo | Površina   | Država |
| ----------------------- | ------------ | ---------- | ------ |
| Ciudad de Mexico        | 21.163.226†  | 7.346 km²  | Mehika |
| New York                | 18.897.109   | 17.405 km² | ZDA    |
| Los Angeles             | 12.828.837   | 12.562 km² | ZDA    |
| Čikago                  | 9.461.105    | 24.814 km² | ZDA    |
| Dallas-Fort Worth       | 6.371.773    | 24.059 km² | ZDA    |
| Filadelfija             | 5.965.343    | 13.256 km² | ZDA    |
| Houston                 | 5.946.800    | 26.061 km² | ZDA    |
| Toronto                 | 5.583.064†   | 5.906 km²  | Kanada |
| Washington, D.C.        | 5.582.170    | 14.412 km² | ZDA    |
| Miami                   | 5.564.635    | 15.896 km² | ZDA    |

‌†Števila so iz popisa 2011.

#### Amerikanizacija
Amerikanizacija imenujemo proces asimiliranja priseljencev v skupen narod in odpravljanje racionalnih razlik. Priseljenci sprejmejo jezik, kulturo, način življenja, ... V proces amerikanizacije niso bili sprejeti indijanci in črnci, ker jih je družba zavračala. Še vedno pa so prisotne rasne in socialne razlike med ljudmi.

## Kmetijstvo
Amerika je prva kmetijska velesila na svetu, predvsem zaradi produktivnosti in visoke tehnološke razvitosti. ZDA izvozi približno tretjino pridelka, Kanada pa kar dve tretjini. Prekomerna produkcija živil je pripeljala do resnih okoljevarstvenih problemov.

### Kmetijski pasovi v Severni Ameriki
- Pas ekstenzivne pašne živinoreje
- Bombažni pas
- Koruzni pas
- Pšenični pas
- Mlečni pas
- Območje tropskih in subtropskih kultur
- Obalni pas

#### Pas ekstenzivne pašne živinoreje
Pas ekstenzivne pašne živine se razteza zahodno od 100. poldnevnika, kjer so suhe stepske pokrajine. Usmerjeno je predvsem v mesno pašno govedorejo. Največje so govedorejske farme. Ponekod je možno umetno namakanje.

#### Bombažni pas
Bombažni pas se razteza severno od Mehiškega zaliva in južno od koruznega pasa. Pojavil se je v obdobju suženjstva in zelo spremenil svojo prvotno podobo. Količine bombaža so se drastično zmanjšale ob pojavu drugih surovin. Dandanes namesto bombaža gojijo tobak, riž, perutnino, ... Bombaž uspeva le še na območjih, kjer je možno namakanje.

#### Koruzni pas
Koruzni pas se razteza južno in jugovzhodno od mlečnega pasa. Zaradi majhnih kmetij glede na potrebe trga, so le-te ogrožene. Kmetije se združujejo v zadruge in tako skupaj skrbijo za prodajo pridelka. V preteklosti je v koruznem pasu prevladovala koruza, v današnjih časih pa soja, prašičereja, mesna govedoreja.

#### Pšenični pas
Pšenični pas se razteza vzhodno od 100. poldnevnika. Prevladujejo prerije v Kanadi in Teksasu. Na tem območju so zelo velike in povsem tržno usmerjene kmetije. Ni suhih pokrajin.

#### Mlečni pas
Mlečni pas se razteza okrog Velikih jezer. Na tem območju je zelo ugodno podnebje in prevladuje mlečna govedoreja. Lokalni trg oskrbuje veliko število mest. Pogoste so t. i. hobifarme, kjer so lastniki kmetij zaposleni v drugih panogah, večinoma v mestu oz. primestju. 

#### Območje tropskih in subtropskih kultur
Območje tropskih in subtropskih kultur se razteza preko Floride in Mehiškega zaliva. Na tem območju gojijo različne vrste sadja, agrumov, ...

#### Obalni pas
Obalni pas se razteza ob morju na zahodu. Na tem območju gojijo zelenjavo, cvetje, sadje, agrume, vinske trte, ... Ukvarjajo se tudi z mlečno živinorejo. 

## Zanimivosti
- Kip svobode so leta 1886 Francozi podarili ZDA, ob obletnici prijateljskih odnosov med državama.
- New York je najgosteje (10.452 prebivalcev na kvadratni kilometer) poseljeno mesto v Severni Ameriki.
- Dolina smrti v Kaliforniji je najnižje, najbolj suho in vroče področje v Severni Ameriki. Leži kar 86 m pod morsko gladino.
- Narodni park Yellowstone je bil ustanovljen 1. marca leta 1872 in velja za prvi ustanovljeni narodni park na svetu. Obsega kar 8.983 kvadratnih kilometrov.
- Grenlandija je največji otok na svetu, ki geografsko spada pod Severno Ameriko, a lasti si ga Danska. Leži na severu Atlanstskega oceana.